# Glen (New York)
Glen est une ville du comté de Montgomery, dans l'État de New York, aux États-Unis,. En 2010, elle comptait une population de 2 507 habitants.

## Démographie
Lors du recensement de 2010, la ville comptait une population de 2 507 habitants. Elle est estimée, en 2016, à 2 418 habitants.